# Chondrorhyncha aurantiaca
Chondrorhyncha aurantiaca là một loài thực vật có hoa trong họ Lan. Loài này được Senghas & G.Gerlach mô tả khoa học đầu tiên năm 1991.